# Округ Хернандо (Флорида)
Хернандо (енгл. Hernando County) је округ у америчкој савезној држави Флорида. По попису из 2010. године број становника је 172.778.

## Демографија
Према попису становништва из 2010. у округу је живело 172.778 становника, што је 41.976 (32,1%) становника више него 2000. године.
| Група             | 2000.           | 2010.           |
| Белци             | 116.670 (89,2%) | 141.847 (82,1%) |
| Афроамериканци    | 5.330 (4,1%)    | 8.816 (5,1%)    |
| Азијати           | 840 (0,6%)      | 1.859 (1,1%)    |
| Хиспаноамериканци | 6.587 (5,0%)    | 17.796 (10,3%)  |
| Укупно            | 130.802         | 172.778         |